# اما (مجموعه تلویزیونی)
اِما (انگلیسی: Emma) یک مجموعه تلویزیونی درام بریتانیایی است که بر پایهٔ رمان «اِما» اثرِ جین آستن ساخته شد و در ۴ قسمت در سال ۲۰۰۹ میلادی منتشر شد.